# Властелин колец (мультфильм)
«Властелин колец» (англ. «The Lord of the Rings») — анимационный фильм в жанре эпического фэнтези 1978 года режиссёра Ральфа Бакши по сценарию Криса Конклинга и Питера Бигла. Он основан на одноимённом романе Дж. Р. Р. Толкина, экранизируя томы «Братство Кольца» и «Две крепости». Действие фильма происходит в Средиземье, в фильме рассказывается о группе фантастических рас — хоббитов, людей, эльфов, гномов и истари — которые образуют братство, чтобы уничтожить волшебное кольцо, сделанное Тёмным властелином Сауроном, главным антагонистом.
Бакши столкнулся с творчеством Толкина в начале своей карьеры. Он предпринял несколько попыток снять «Властелин колец» в виде мультфильма, прежде чем продюсер Сол Зэнц и дистрибьютор United Artists предоставили финансирование. Фильм примечателен широким использованием ротоскопирования, техники, при которой сцены сначала снимаются живой съёмкой, а затем переносятся на анимацию чернилами. Он использует гибрид традиционной cel-анимации и ротоскопированных живых кадров.
Премьера в США состоялась 15 ноября 1978 года, в Великобритании — 5 июля 1979 года. Несмотря на то, что фильм получил смешанные отзывы от критиков и враждебность от разочарованных зрителей, которые чувствовали, что он был незаконченным, он имел коммерческий успех. Официального продолжения, охватывающего оставшуюся часть сюжета не последовало (мультфильм 1980 года «Возвращение короля» от Rankin/Bass является несвязанным проектом). Тем не менее, фильм сохранил статус культовой классики и был основным вдохновением для новозеландского режиссёра Питера Джексона.

## Сюжет
У хоббита из Шира, Бильбо Бэггинса, хранилось волшебное кольцо. Оказалось, что оно — то самое Кольцо Всевластья, что некогда выковал Тёмный Властелин Саурон, чтобы подчинить себе все эльфийские кольца. Кольцо, которое было потеряно Сауроном во время войны против эльфов и людей, привело к гибели короля Гондора Исилдура, некоторое время было на дне реки Андуин и некоторое время принадлежало бывшему хоббиту Смеаголу, необходимо уничтожить, поэтому племянник Бильбо, Фродо, отправляется в эльфийский город Ривенделл с тремя спутниками — Сэмом, Пиппином и Мерри.
В Ривенделле совет народов Средиземья под председательством Элронда принимает решение об уничтожении Кольца в жерле вулкана Ородруин. Избираются девять представителей всех народов (один Истари, один эльф, один гном, два человека и четыре хоббита) которым предстоит отправиться в опасный поход. В пути истари Гэндальф и один человек, Боромир, погибают (Гэндальф сгинул в Мории во время боя против балрога, а Боромир погиб в схватке с орками из Изенгарда), а остальные разделяются: двоих хоббитов урук-хаи берут в плен, двое (Фродо и его друг Сэм) — продолжают путь к Ородруину в компании Голлума, а оставшиеся сначала пытаются освободить пленников, а потом вместе с воскресшим Митрандиром присоединяются к битве за Рохан.

## Роли озвучивали
- Кристофер Гуард — Фродо Бэггинс, хоббит
- Майкл Шулз — Сэмуайз Гэмджи, хоббит, слуга Фродо
- Уильям Сквайр — Гэндальф, волшебник
- Джон Хёрт — Арагорн, следопыт и воин
- Симон Чандлер — Мериадок Брендибак, хоббит[9]
- Доминик Гуард — Перегрин Тук, хоббит
- Норман Берд — Бильбо Бэггинс, старый хоббит
- Майкл Грехем Кокс — Боромир, сын наместника Гондора
- Энтони Дэниелс — Леголас, эльф
- Дэвид Бак — Гимли, гном
- Питер Вудторп — Голлум, существо, бывший хоббит
- Фрезер Керр — Саруман, волшебник
- Филип Стоун — Теоден, король Рохана
- Майкл Дикон — Грима Червеуст, его советник
- Андре Морелль — Элронд, король эльфов
- Алан Тилверн — Барлиман, трактирщик
- Анетт Кросби — Галадриэль, королева эльфов
- Джон Вестбрук — Фангорн, хранитель леса[3]

Этот основной актёрский состав был поддержан большим составом двойников анимации, которые не были показаны на экране; вопрос перешёл в арбитраж гильдии.

## Производство

### Разработка
Режиссёр Ральф Бакши ознакомился с романом Дж. Р. Р. Толкина «Властелин колец» в середине 1950-х годов, работая аниматором в Terrytoons. В 1957 году молодой аниматор начал пытаться убедить людей, что роман можно рассказать в анимации.
В 1969 году права были переданы United Artists, где был отвергнут «элегантный» сценарий Питера Шеффера. Кинопродюсер Денис О’Делл был заинтересован в производстве фильма для группы The Beatles и обратился к режиссёрам Дэвиду Лину (занятому «Дочерью Райана»), Стэнли Кубрику (который посчитал фильм «неснимаемым») и Микеланджело Антониони. Джону Бурмену было поручено написать сценарий в конце 1969 года, но в 1970 году он был признан слишком дорогим.
Бакши обратился к United Artists, когда узнал (из выпуска Variety 1974 года), что сценарий Бурмена был отвергнут. Узнав, что Бурмен намеревался экранизировать все три части «Властелина колец» в один фильм, Бакши прокомментировал: «Я думал, что это безумие, безусловно, отсутствие характера со стороны Бурмена. Почему вы хотите подделать то, что сделал Толкин?». Бакши начал «ежегодный поход» к United Artists. С тех пор Бакши добился успеха в прокате, снимая мультфильмы для взрослых, такие как «Приключения кота Фрица», но его недавний фильм, «Чернокожие», провалился, и позже он пояснил, что, по его мнению, «Властелин колец» может «заработать немного денег», чтобы спасти его студию.
В 1975 году Бакши убедил исполнительного директора United Artists Майка Медавоя выступить продюсером «Властелина колец» в виде двух или трёх мультфильмов, и приквел к «Хоббиту». Медавой предложил ему сценарий Бурмена, от которого Бакши отказался, сказав, что Бурмен «не понял» и что его сценарий был бы сделан для дешёвого фильма, такого как «фильм Роджера Кормана». Медавой принял предложение Бакши «сделать книги как можно ближе, используя точные диалоги и сцены Толкина».
Хотя позже он хотел перегруппироваться с Бурменом для его сценария (и его суррогатного проекта «Экскалибур»), Бакши утверждал, что Медавой не хотел продюсировать свой фильм в то время, но позволил ему купить его, если он сможет заставить другую студию оплатить расходы по сценарию Бурмена. Бакши безуспешно пытался убедить Питера Богдановича взяться за проект, но сумел заручиться поддержкой тогдашнего президента Metro-Goldwyn-Mayer, Дэна Мелника. Бакши и Мелник заключили сделку с Майком Медавоем в United Artists о покупке сценария Бурмена. Бакши позже сказал, что «сценарий Бурмена обошёлся в 3 миллиона долларов, поэтому Бурмен был счастлив у бассейна, кричал, смеялся и пил, потому что он получил 3 миллиона долларов за то, что его сценарий отвергли». Бурмен, однако, был недоволен проектом, который пошёл в анимацию после того, как Толкин однажды написал ему, что будет рад, что он снимает игровой фильм. Он никогда не видел фильм Бакши, и после того, как он был выпущен, попытался переделать свою версию с Медавоем.
Началась работа над сценариями и раскадровками. Когда Мелник был уволен из MGM в 1976 году, студия Бакши потратила от 200 000 до 600 000 долларов. Новый руководитель Дик Шеперд не читал книги и, по словам Бакши, не хотел создавать фильм; Шеперд забывчиво спросил, был ли «Властелин колец» о свадьбе. Затем Бакши связался с Солом Зэнцем (который помогал финансировать «Приключения кота Фрица»), попросив его создать «Властелина колец»; Зэнц согласился.
Перед началом производства Бакши встретился с дочерью Толкиена Присциллой, чтобы обсудить, как будет снят мультфильм. Она показала ему комнату, где её отец писал и рисовал. Бакши говорит: «Моим обещанием дочери Толкиена было быть чистым для книги. Я не собирался говорить: „Эй, убери Голлума и поменяй этих двух персонажей“. Моя работа заключалась в том, чтобы сказать: „Это то, что сказал гений“».
К Бакши подошёл Мик Джаггер, который хотел сыграть Фродо, но в то время роли уже были выбраны и записаны. Дэвид Кэррадайн также подошёл к Бакши, предложив сыграть Арагорна, и даже предложил Бакши сделать это в игровом фильме; хотя контракт Бакши позволил это, он сказал, что это нельзя сделать и что он «всегда видел это как анимацию». Он сказал, что невозможно снять игровой фильм, чтобы он не был «липким».

### Сценарий
Бакши сам начал разрабатывать сценарий. Узнав о проекте, Крис Конклинг]получил интервью у Бакши, но изначально был нанят для «проведения исследования, чтобы сказать, как должны выглядеть костюмы или что персонажи будут делать в любой момент времени». Вместе они сначала решили, как разбить мультфильм на несколько частей. Когда они начали, они задумали структуру из трёх фильмов, но «мы не знали, как будет работать этот средний фильм без начала и конца. Конклинг даже начал писать одну длинную статью всей работы длительностью 3 с половиной часа, но в конце концов остановился на сценариях для двух 150-минутных фильмов, первый из которых назывался «Властелин колец, часть первая: Братство».
Второй черновик сценария, написанного Конклингом, рассказал основную часть сюжета во флэшбэке, с точки зрения Мерри, чтобы привести к продолжению. Эта версия включала Тома Бомбадиля, который спасает хоббитов от Могильников и также фермера Мэггота, старый лес, Глорфинделя, Арвен и несколько песен. Бакши чувствовал, что это был «слишком радикальный отход от Толкина». Конклинг начал писать черновик, который был «более прямым и верным источнику».
Недовольные Бакши и Зэнц вызвали автора фэнтези Питера Бигла для переписи сценария. Первый черновик Бигла исключил обрамляющее устройство и рассказал сюжет, начиная с прощальной вечеринки Бильбо, достигающей кульминации с битвы при Хельмовой Падм и заканчивая клиффхэнгером Голлума, ведущим Фродо и Сэма в Шелоб. Пересмотренный проект включает в себя краткий пролог, раскрывающий историю Кольца. Поклонники угрожали Бакши, что «ему лучше сделать это правильно» и, по словам художника Майка Плуга, Бакши постоянно пересматривал сюжет, чтобы включить определённых чудовищ по приказу таких поклонников.

### Отличия от книги
Бакши заявил, что некоторые элементы сюжет «необходимо убрать, но ничего на самом деле не было изменено». Фильм значительно сокращает путешествие Фродо из Бэг-Энда в Бри. Остановки в доме фермера Мэггота, предполагаемом доме Фродо в Бакленде и доме таинственного Тома Бомбадила глубоко в Старом лесу были убраны. Мэггот и его семья, Бомбадил и его жена Золотинка и встреча с Умертвием, таким образом, убраны, вместе с Толстячком Болждером, хоббитом, который сопровождал Фродо. По словам Бакши, персонаж Тома Бомбадила убран, потому что «он не двигал сюжет».

### Режиссура
Бакши сказал, что одна из проблем с производством заключалась в том, что мультфильм был эпическим, потому что «эпосы, как правило, затянуты. Самой большой проблемой было быть верным книге». Когда его спросили, чего он пытается достичь с помощью фильма, Бакши сказал: «Цель состояла в том, чтобы привнести в работу как можно больше качества. Я хотел настоящую иллюстрацию, а не мультфильмов». Бакши сказал, что описания персонажей не были включены, потому что их можно увидеть в фильме. Он заявил, что ключевым моментом является не «то, как выглядит хоббит», поскольку у каждого есть своё представление о таких вещах, а в том, что «энергия Толкиена выживает». По его мнению, важно было то, было ли достаточно качества анимации, чтобы фильм работал.
Бакши знал о работе иллюстраторов, таких как братья Хильдебрандт, не признавая, что их стиль движимым его подходом; он заявил, что фильм представляет столкновение многих стилей, как и в других его фильмах.

### Анимация
Реклама фильма объявила, что Бакши создал «первую картину фильма», используя «совершенно новую технику в кинопроизводстве». Большая часть фильма использовала живые кадры, которые затем были ротоскопированы, чтобы создать анимационный вид. Это сэкономило производственные затраты и придало персонажам более реалистичный вид. В «Путеводителе по анимационным фильмам» историка анимации Джерри Бека рецензент Мареа Бойлан пишет, что «до этого момента мультфильмы не изображали обширные сцены со сотнями персонажей. Используя ротоскопирование, Бакши мог проследить очень сложные сцены из живых кадров и преобразовывать их в анимацию, тем самым используя преимущества сложности, которую мог бы запечатлеть игровой филь, не понеся больших затрат на производство игрового фильма». Бакши отверг подход Disney, который он считал «мультяшным», утверждая, что его подход, хотя и не традиционный для ротоскопировании, создал ощущение реализма с участием до тысячи персонажей в сцене.
Бакши отправился в Англию, чтобы набрать актёров из BBC Drama Repertory Company, включая Кристофера Гварда, Уильяма Сквайра, Майкла Скоулза, Энтони Дэниелса и Джона Хёрта. Дэниелс помнит, что «весь актёрский состав был в одной студии, но нам всем пришлось оставить двухсекундный промежуток между строками, что сделало довольно навязанный диалог». Для игровой части постановки Бакши, его актёрский состав и съёмочная группа отправились в Испанию, где в моделях ротоскопа разыгрывали свои роли в костюмах на открытом воздухе или на пустых звуковых сценах. Дополнительные съёмки состоялись в Долине Смерти. Бакши был так напуган лошадьми, использованными на съёмках, что снял эти сцены изнутри каравана.
У Бакши были сложные рабочие отношения с продюсером Солом Зэнцом. Когда Зэнц приводил возможных инвесторов в студию Бакши, он всегда показывал им одну и ту же сцену, когда Фродо падает со своей лошади (его каскадёр падал с лошади на самом деле).
В середине больших съёмок профсоюзные боссы объявили перерыв на обед, и Бакши тайно снял кадры актёров в костюмах орков, движущихся к столу ремесленной службы, и использовал кадры в мультфильме. Многие из актёров, которые озвучивали эту постановку, также разыграли свои роли для ротоскопических сцен. Действия Бильбо Бэггинса и Сэмуайза Гэмджи были выполнены Билли Барти, а Шэрон Бэрд послужила моделью исполнения для Фродо Бэггинса. Среди других исполнителей, использованных на сеансе ротоскопии, были Джон А. Нерис в роли Гэндальфа, Уолт Роблес в роли Арагорна, Феликс Силла в роли Голлума, Джери Ли Рэй в роли Галадриэль и Эзоп Водолей в роли Гимли. Хотя для фильма была снята и снята некоторая анимация чернилами, этого было использовано очень мало. В большинстве сцен толпы и боёв была использована другая техника, в которой живые кадры являются соляризацией (согласно интервью с оператором мультфильма Тимоти Галфасом, в документальном фильме «Кузьба сквозь тьму: видение Ральфа Бакши для Властелина колец»), чтобы создать более трёхмерный вид. В нескольких кадрах объединены две техники.
Бакши утверждал, что он «не начал думать о съёмках фильма полностью в прямом эфире, пока я не увидел, что он действительно начинает работать так хорошо. Я узнал много нового о процессе, например, о пульсахе. Одна сцена, некоторые фигуры стояли на холме, и поднялся сильный порыв ветра, и тени двигались на одежде туда-сюда, и это было невероятным в анимации. Я не думаю, что мог бы почувствовать холод на экране, не показывая снег или сосульку на носу какого-то парня. Персонажи имеют вес, и они двигаются правильно». После того, как испанская лаборатория по разработке фильмов обнаружила, что на кадрах, снятых Бакши, можно было увидеть телефонные линии, вертолёты и автомобили, они попытались сжечь кадры, сказав первому помощнику режиссёра Бакши, что «если такая небрежная съёмка выйдет, никто из Голливуда больше никогда не вернётся в Испанию, чтобы снимать».
После игровых съёмок каждый кадр был распечатан и помещён в анимацию. Детали каждого кадра были скопированы и нарисованы на камеру. Раскадровки были сделаны как на игровые, так и анимационные кадры. Бакши говорит:
Сделать две картины [ссылаясь на игровой и фактический анимационный фильм] за два года — это безумие. Большинство режиссёров, когда заканчивают монтаж, они заканчивают производство; мы только начинали. Я получил больше, чем ожидал. Команда молодая. Команде это нравится. Если команде это нравится, то, как правило, это отличный знак. Они не старые аниматоры, которые пытаются заставить меня работать в следующем году.
Хотя он продолжал использовать ротоскопирование в мультфильмах «Поп Америка», «Эй, хорошо выглядишь» и «Огонь и лёд», Бакши позже пожалел о том, что использовал эту технику, заявив, что, по его мнению, было ошибкой отслеживать исходные кадры, а не использовать их в качестве руководства.
К тому времени, когда Бакши закончил анимацию, у него оставалось всего четыре недели, чтобы осуществить монтаж фильма из почти 150-минутной грубой версии. Восстанавливая анимацию, где Гэндальф сражается с Балрогом (заменённую в готовой версии фотомонтажом), Эдди Бакши заметил, что на полу монтажной комнаты осталось мало фильма. Бакши попросил ещё три месяца, чтобы осуществить монтаж фильма, но ему отказали. После тестовых показов было решено переделать конец картины, чтобы Голлум решил привести Фродо и Сэма в Шелоб, прежде чем вернуться к Хельмовой Пади, чтобы не закончить фильм на клиффхэнгере.
Над фильмом работали Тим Бёртон, аниматор Disney Дейл Бэр и Майк Плог, которые также работали над другими анимациями Бакши, такими как «Волшебники».

### Музыка
музыку к мультфильму написал Леонард Розенман. Бакши хотел включить музыку Led Zeppelin, но продюсер Сол Зэнц настаивал на оркестровой музыке, потому что он не сможет выпустить музыку группы на своём лейбле Fantasy Records. Розенман хотел обширную музыку, включающую оркестр из 100 человек, смешанный хор из 100 человек и хор мальчиков из 100 человек, но в итоге получился меньший ансамбль. Бакши изначально назвал музыку «величественной», но позже заявил, что ненавидит музыку Розенмана, которая ему показалась слишком клишированной.
В работе Lord of the Rings: Popular Culture in Global Context Эрнест Матис пишет, что музыка Розенмана «это золотая середина между его более звучными, но диссонантными более ранними музыкой и его более традиционной (и менее сложной) звучащей музыкой […] В конечном счёте, в музыке Розенмана мало того, что выделяет её как отличительную информацию о Средиземье, полагаясь на музыкальные традиции (включая музыку к фильмам) больше, чем на любую конкретную попытку нарисовать музыкальную картину различных земель и народов воображения Толкина». Музыка к фильму была выпущена в виде двойного саундтрек-альбома. 24 февраля 1979 года альбом достиг 33-го места в канадских чартах альбомов RPM Magazine.

## Реакция

### Кассовые сборы, награды и номинации
Мультфильм получил коммерческий успех. Отчеты о бюджете варьируются от 4 до 8 миллионов долларов, некоторые до 12 миллионов, а фильм заработал 30,5 миллионов долларов в североамериканском прокате. Таким образом, он получил прибыль, сохраняя свои расходы на низком уровне. В Великобритании фильм заработал более 3,2 миллиона долларов. Несмотря на это, реакция фанатов была враждебной; Джерри Бек пишет, что им «интенсивно не нравятся» «дешёвые эффекты фильма и отсутствующая концовка», так как название введёт их в заблуждение, ожидая, что фильм будет охватывать всю книгу.
Фильм был номинирован на премию «Хьюго» за лучшую постановку. Он был номинирован на премию «Сатурн» за лучший фэнтези-фильм. Музыка Леонарда Розенмана была номинирована на премию «Золотой глобус» за лучшую музыку к фильму, а Бакши на Кинофестивале Гиффони получил премию «Золотой грифон» за фильм на.

### Отзывы критиков
Критики дали смешанные отзывы о мультфильме, но в целом считали его «ошибочной, но вдохновляющей интерпретацией». На Rotten Tomatoes фильм имеет рейтинг 49% на основе 45 отзывов, со средней оценкой 5,5 из 10. Консенсус сайта гласит: «Доблестная попытка Ральфа Бакши отобразить магнум-опус Толкина в ротоскопе никогда не оправдывает величие своего исходного материала, со сжатым временем работы, которое сглаживает обширныц сюжет и экспериментальную анимацию, которая более причудливая, чем магическая».
Фрэнк Барроу из The Hollywood Reporter написал, что фильм был «дерзким и необычным по концепции».. Джозеф Гельмис из Newsday написал, что «главная награда фильма — визуальный опыт, не похожий ни на что, что делают другие анимационные фильмы в данный момент». Роджер Эберт назвал усилия Бакши «смешанным благословением» и «совершенно респектабельной, иногда впечатляющей работой … [которая] всё ещё далеко не соответствует очарованию и размаху оригинальной истории». Винсент Кэнби из The New York Times назвал фильм «и оцепеняющим и впечатляющим»
Дэвид Денби из New York чувствовал, что фильм не будет иметь смысла для зрителей, которые ранее не читали книгу. Денби написал, что фильм был слишком мрачным, и ему не хватало юмора, сделав вывод, что «Жуткое, бессмысленное насилие этого фильма оставило меня измотанным и больным к концу». Майкл Барьер, историк анимации, описал «Властелина колец» как один из двух фильмов, которые продемонстрировали, что «Бакши совершенно не хватало художественной самодисциплины, которая могла бы позволить ему преодолеть свои ограничения».
Барри Лэнгфорд, пишущий в J. R. R. Tolkien Encyclopedia, отметил недостатки фильма, включая «вопиюще очевидные» слабые места в ротоскопированной анимации. Качество ротоскопии от снятых живых сцен ограничено качеством актёрской игры, которое, учитывая отсутствие репетиции и времени для пересдачек, не было высоким. Пролог не был ротоскопирован, а снят как «силуэтное тупое шоу через красные фильтры» Раскрывая неуклюжий мим и запутанный голос за кадром, объявляя, что Мордор победил эльфов и людей в битве при Дагорладе, что, по наблюдениям Лэнгфорда, сделает остальную часть действия непонятной. Небольшой бюджет привёл к разочаровывающим сценам сражений, как в Мории, где Братство сталкивается с чем-то похожим на очень небольшую силу орков. Ротоскопия варьируется от сильно натянутого до почти отсутствующего, что приводит к заметно неравномерной обработке через пленку. Характеристика, по мнению Лэнгфорда, также оставляет желать лучшего.

### Влияние на трилогию Питера Джексона
Фильм был назван влиянием для трилогии Питера Джексона «Властелин колец», хотя Джексон сказал, что «наш фильм стилистически совершенно другой, и дизайн отличается». Читая о попытках Бурмена и Beatles связаться с Кубриком и Лином, чтобы сделать то же самое, Джексон согласился, что анимация была самым разумным выбором в то время. Джексон помнит фильм Бакши как «храбрую и амбициозную попытку». В другом интервью Джексон заявил, что у него были «некоторые причудливые сцены в Хоббитоне, жуткая встреча с Чёрным всадником в дороге и несколько довольно хороших экшен-сцен», но «примерно на полпути повествование стало очень разрозненным», и это стало «запутанным» и «несвязанным». Он и его сценарист и продюсер Фрэн Уолш заметили, что Древобород Бакши «выглядит как говорящая морковь». Джексон посмотрел фильм впервые с момента его премьеры в 1997 году, когда Харви Вайнштейн посмотрел его, чтобы начать конференции по сюжету.
В преддверии выхода мультфильма Бакши сказал, что он не «понимает этого», но что он «желает, чтобы это был хороший фильм». Он чувствовал себя плохо из-за того, что с ним не связался Зэнц, который участвовал в проекте, и ошибочно сказал, что они показывают его фильм в New Line во время работы над игровыми фильмами. Тем не менее, он пояснил, что желает кинематографистам успеха. Он утверждает, что Warner Brothers обратились к нему с предложением снять вторую часть, но он пожаловался, что они не включили его в игровой фильм, и отказался.
После выхода фильмов Бакши сказал, что, хотя «с творческой стороны» он «чувствует себя хорошо, что Питер Джексон продолжил это дело», он завидовал Солу Зэнцу за то, что он не уведомил его о трилогии. Он сказал, что, уже сняв свой фильм, Джексон мог бы изучить его: «Я рад, что у Питера Джексона был фильм, который можно было бы посмотреть — я никогда этого не делал. И, конечно, есть чему поучиться от просмотра любого фильма, как его ошибок, так и когда он работает. Так что ему было немного легче, чем мне, и бюджет был намного лучше».
Бакши никогда не смотрел фильмы, но видел трейлеры и, хотя он похвалил спецэффекты, он сказал, что Джексон «не понял» Толкина и создал «плохие спецэффекты» для продажи игрушек, говоря, что у его фильма «больше сердца» и что, если бы у него был такой же бюджет, фильм был бы лучше. Бакши сказал, что игровой фильм был производным от его собственного, и обвинил Джексона в том, что он не признал это влияние: «Питер Джексон действительно сказал, что первый фильм вдохновил его на то, чтобы пойти и сделать серию, но это произошло после того, как я ныл и стонал во многим интервью, что он сказал в начале, что никогда не видел фильм. Я думал, что это как-то плохо». Джексон, который сделал фанатскую фотографию с Бакши в 1993 году, по-прежнему озадачен возмущением Бакши. В 2015 году Бакши извинился за некоторые из своих замечаний. Аниматор Бакши Майк Плуг похвалил игровой фильм.
На самом деле, Джексон признал фильм Бакши ещё в 1998 году, когда он сказал обеспокоенному фанату, что надеется одолеть Бакши, а также упоминание в закулисных видео, что «чёрные всадники, вырывающиеся из Бри, были образом, который я очень чётко помню […] из фильма Ральфа Бакши». В аудиокомментарии к «Братству Кольца» Джексон говорит, что мультфильм Бакши познакомил его с «Властелином колец» и «вдохновил меня прочитать книгу», а в интервью 2001 года сказал, что ему «нравился [фильм] и хотел узнать больше». В комментарии Джексон признаёт одну сцену, низкий угол хоббита на дне рождения Бильбо, кричащий «Proudfeet!», как преднамеренную дань уважения фильму Бакши, который Джексон считал «блестящим углом».
Ещё одно влияние пришло через одного из концептуальных художников Джексона, Джона Хау, который невольно скопировал сцену из фильма Бакши в картине, на которой изображены четыре Хоббита, скрывающихся под ветвью от Назгула. Картина была использована в календаре Дж. Р. Р. Толкина 1987 года. Джексон превратил картину в сцену в фильме.

## Отменённые продолжения
Первоначально фильм должен был выпускаться под названием  «Властелин колец, часть I». Изначально планировалась трилогия, но из-за ограниченного бюджета она была сокращена до двух фильмов. Артур Крим ушел из United Artists и был заменён Энди Альбеком. По словам Бакши, когда он закончил фильм, руководители United Artists сказали ему, что они планируют выпустить фильм, не указывая, что последует продолжение, потому что они чувствовали, что зрители не заплатят за то, чтобы посмотреть половину фильма. Бакши заявил, что он решительно выступает против этого и согласился с шокированными зрителями, которые жаловались, что фильм был незаконченным. По его мнению, «Если бы там было написано „Часть 1“, я думаю, что все бы её уважали».
Хотя UA обнаружила, что фильм, хотя и был коммерчески успешным, «не смог перегрузить аудиторию», Бакши начал работать над продолжением и даже снял некоторые B-roll кадры. Книга The Film Book of J.R.R. Tolkien's the Lord of the Rings, опубликованная издательством Ballantine Books 12 октября 1978 года, всё ещё ссылается на продолжение на внутренней обложке книги. Действительно, в интервью Бакши говорил о том, чтобы сделать «вторую часть фильма, где это оставляется», и даже хвастался, что второй фильм может «подхватить сцены, которые мы пропустили в первой книге». Зэнц зашёл так далеко, что попытался остановить выход в эфир мультфильма Rankin/Bass «Возвращение короля» (к которому до выхода фильма Бакши уже была сделана раскадровка), чтобы не конфликтовать с продолжением Бакши.
Бакши был в курсе телевизионного спецвыпуска Rankin/Bass «Хоббит» и сердито прокомментировал, что «во „Властелине колец“ не будет ни одной песни ради альбома». Во время судебного иска он прокомментировал, что «они не помешают нам делать „Властелин колец“ и они не помешают нам делать „Хоббит“. Любой, кто видел их версию „Хоббита“, знает, что это не имеет ничего общего с качеством и стилем нашего фильма. Моя жизнь не изменится из-за того, что Rankin-Bass решает сделать плохо». Спустя годы он назвал их фильм «ужасной, обманной версией „Хоббита“».
Бакши назвал два года, создавая «Кольца», чрезвычайно напряжёнными, а реакцию фанатов — язвительной. Он утешился, разговаривая с Присциллой Толкин, которая сказала, что ей это нравится, но поссорился с Зэнцом и отказался делать вторую часть. Отчёты различаются в отношении того, была ли ссора связанна с отказом от подзаголовка «Часть первая» или платой Бакши за продолжение.
Бакши сказал, что он «гордился тем, что сделал первую часть», и что его работа была «там для любого, кто сделал бы вторую часть». В интервью, предшествовавшему 2000 году, он всё ещё играл с идеей создания сиквела. Со своей стороны, Зэнц сказал, что поддерживал связь с Бакши, но доверился Джону Бурмену, что создание фильма было худшим опытом в его жизни, что сделало его защитой собственности. На самом деле, он прокомментировал, что фильм «был не так хорош, как мы должны были сделать» и позже заметил, что «анимационный [фильм] не смог бы этого сделать. Это было просто слишком сложно для анимации, чтобы справиться с этим, с необходимыми эмоциями, размером и объёмом».
Во время разработки трилогии Бакши сказал, что Warner Bros. обратилась к нему, чтобы сделать вторую часть, но отказался, так как был зол из-за того, что его не уведомили о трилогии. Он действительно использовал новый интерес к своему фильму, чтобы восстановить его на DVD, и сделал последнюю строчку, чтобы укрепить чувство окончательности фильма. После того, как трилогия добилась успеха, Бакши заявил, что никогда бы не снял фильм, если бы знал, что произойдёт во время производства. Он сказал, что причина, по которой он снял фильм, заключалась в том, чтобы «сохранить его для Толкина, потому что мне очень понравились „Кольца“». Он пришёл к выводу, что фильм заставил его понять, что он не заинтересован в экранизации произведения другого писателя.

## Наследие
Мультфильм был адаптирован в виде комикса с иллюстрациями испанского художника Луиса Бермехо, по лицензии Tolkien Enterprises. Три выпуска были опубликованы для европейского рынка, начиная с 1979 года, и не были опубликованы в США или переведены на английский язык из-за проблем с авторским правом.
Warner Bros. (владелец прав на библиотеку Rankin/Bass после сентября 1974 года и библиотеку фильмов Сола Зэнца) впервые выпустили фильм на DVD и переиздали на VHS в 2001 году через лейбл Warner Bros. Family Entertainment. Версия VHS заканчивается тем, что рассказчик говорит: «На этом заканчивается первая часть истории Войны Кольца», а DVD-версия имеет альтернативное повествование: «Силы тьмы были навсегда изгнаны с лица Средиземья доблестными друзьями Фродо. По мере того, как их доблестная битва закончилась, заканчивается и первая великая сказка „Властелина колец“». Позже мультфильм был выпущен 6 апреля 2010 года в делюкс-издании на Blu-ray и DVD. Мультфильм попал на 36-е место в списке величайших мультфильмов всех времён по версии журнала Time Out и на 90-е место в списке величайших мультфильмов всех времён по версии Online Film Critics Society.